# Terremoto de La Mira de 2012
El Terremoto de La Mira de 2012 fue un sismo ocurrido a las 5:55 p. m. hora local (22:55 UTC) del miércoles 11 de abril de 2012, que alcanzó una magnitud de 6.4 (MW). Según el SSN, el epicentro se localizó a 79 kilómetros al sudoeste del poblado de La Mira, Michoacán (México).

## Consecuencias
Este sismo fue sentido en gran parte de la zona centro de la república mexicana y fuertemente en Michoacán, estado donde fue el epicentro. El origen se encuentra en el contacto convergente entre dos importantes placas tectónicas; la Placa de Cocos y la Placa Norteamericana, en donde la placa de Cocos subduce bajo la placa de Norteamérica. En México, la interacción entre estas dos placas tiene lugar en la costa del Pacífico desde Jalisco hasta Chiapas.<ref>[http://www.24-horas.mx/sismo-de-6-4-richter-sacude-a-mexico-con-epicentro-en-michoacan/#summary 24 Horas -Sismo de 6.4 Richter sacude a México con un colapso central.

## Daños
Posterior al sismo, Protección Civil Municipal realizó un recorrido por el municipio para verificar si hubo o no afectaciones, l director de esta dependencia señaló que no se reportaron daños significativos, aunque cayeron algunos bardas en la ciudad.